# Ján Karel
Ján Karel (Udavské, 28 ottobre 1924 – Prešov, 11 novembre 2005) è stato un calciatore cecoslovacco, di ruolo difensore.

## Carriera

### Club
Ha sempre giocato nel campionato cecoslovacco.

### Nazionale
Ha collezionato 3 presenze in Nazionale.